# Sulejman Kemura
Sulejman ef. Kemura (Sarajevo, 1908. – Sarajevo, 19. siječnja 1975.), bošnjački je teolog, osmi po redu reis-ul-ulema u razdoblju SFR Jugoslavije.

## Životopis
Sulejman ef. Kemura rođen je 1908. godine u Sarajevu, u uglednoj sarajevskoj obitelji Kemura, iz koje je potjecao i šejh Sejfudin Kemura, poznati sarajevski kroničar, šejh u nakšibendijskom tarikatu. Sin Sejfudina Kemure Muhamed ef. stekao je islamsko obrazovanje u Šerijatskoj sudačkoj školi, a pred kraj života radio je kao imam Gazi Mehmed-begove džamije na Bistriktu. Iz te obitelji bio je i sarajevski povjesničar Ibrahim Kemura, koji je od kraja 1960-ih godina redovno obavljivao svoje tekstove u Glasniku VIS-a iz domena svoga stručnog istraživanja, a ticali su se uglavnom muslimanskih kulturno-prosvjetnih društava. 
Sulejman ef. Kemura je po završetku mekteba i ruždije, nastavio je školovanje u Gazi Husrev-begovoj medresi u Sarajevu. Među profesorima te škole bili su mu Ahmed ef. Burek, Muhamed Emin ef. Hadžijamaković, hfz. Džemaludin Berberović. Početkom školske 1925./26. godine upisuje se na Šerijatsku sudačku školu na kojoj je diplomirao u školskoj 1929./30. godini. Kao mladi šerijatski sudac, službovao je pri šerijatskim sudovima u Foči i Konjicu. U Foči se uključuje u rad muslimanskog kulturno-prosvjetnog društva "Gajret", a radi i na suzbijanju nepismenosti među muslimanima. Ubrzo ga, na prijedlog Ulema medžlisa, tadašnji reisu-l-ulema postavlja za sekretara mostarskog muftijstva, gdje pored te dužnosti predaje i vjeronauk u mostarskoj gimnaziji i učiteljskoj školi.
Nakon ukidanja okružnih muftijstava, iz Mostara Sulejman ef. Kemura prelazi u Sarajevo na mjesto prosvjetnog referenta Ulema medžlisa, zatim u Vakufsku direkciju, prvo u svojstvu vjersko-prosvjetnog referenta, a zatim direktora ove značajne institucije. U 1949. godini Vrhovno islamsko starješinstvo u FNRJ povjerilo mu je dužnost direktora Gazi Husrev-begove medrese u Sarajevu i urednika "Glasnika", a osnivanjem Udruge ilmijje 1950. godine izabran je za tajnika tako da je te dužnosti obavljao istovremeno.
Kada je 1950. (re)osnovana Udruga ilmijje, Sulejman ef. Kemura je, ne napuštajući prethodne pozicije ravnatelja i nastavnika Medrese, postao tajnik Udruge ilmijje i na toj se poziciji zadržao sve do imenovanja na mjesto reis-ul-uleme, a bio je među potpisnicima inicijative za osnivanje Udruge. Aktivno radeći u Udrugi ilmijje, Kemura je učestvovao u njegovoj nakladničkoj produkciji. 
Po odlasku u mirovinu Ibrahima ef. Fejića, Izborno tijelo za izbor reis-ul-uleme izabralo ga je 15. studenoga 1957. godine za reis-ul-ulemu Islamske zajednice. Svečano ustoličenje i predaja menšure obavljeni su 8. prosinca 1957. godine u Gazi Husrev-begovoj džamiji u Sarajevu. Stupajući na tu dužnost u razdoblju velikih teškoća za Islamsku zajednicu: oduzete vakufske imovine, zatvorenih mekteba i brojnih srušenih ili oštećenih džamija, reis-ul-ulema Kemura ostat će na toj dužnosti sve do smrti i učiniti mnogo na njenoj sanaciji i oporavljanju. Bez obzira na to, svi dosadašnji živopisni podaci o ovom poglavaru su sažeti, šturi i ne nude mnogo informacija, gotovo ništa o vremenu koje je proveo kao reis-ul-ulema. 
Nakon kraće bolesti, reis-ul-ulema Sulejman ef. Kemura umro je 19. siječnja 1975. godine. Dženazu nama predvodio je njegov dugogodišni suradnik i nasljednjik na mjestu reis-ul-uleme Naim ef. Hadžiabdić. Pokopan je u haremu  Gazi Husrev-begove džamije u Sarajevu uz mezar reis-ul-uleme Fehima ef. Spahe.

## Djela
- Kratka obuka o namazu (Sarajevo, 1955)
- Jasini-šerf (Sarajevo, 1957)

## Vanjske poveznice
- Dogodilo se na današnji dan: Izabran Sulejman ef. Kemura, "Crveni reis"